# Amaxia fallax
Amaxia fallax là một loài bướm đêm thuộc phân họ Arctiinae, họ Erebidae.